# Federico Pescetto

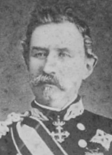
Federico Pescetto

Federico Giovanni Battista Pescetto (* 13. November 1817 in Savona; † 15. September 1882 ebenda) war ein italienischer Generalleutnant und Politiker, der Abgeordneter erst des sardischen und dann des italienischen Parlaments sowie später Senator auf Lebenszeit war. Von April bis Oktober 1867 war er in den Regierungen Rattazzi (1.) und (2.) Marineminister, für wenige Tage im April ad interim auch Außenminister seines Landes.

## Leben und militärische Karriere
Federico war der älteste Sohn seiner Eltern Niccolò und Benedetta, geb. Colla. Die Familie der Mutter gehörte zur „besseren Gesellschaft“ Liguriens, der zahlreiche höhere Verwaltungsbeamte entstammten. Sein Vater verließ die Familie und wanderte nach Südamerika aus, weswegen ein Onkel mütterlicherseits sein Vormund wurde. Als knapp Zehnjähriger trat Pescetto im April 1827 als Kadett in die Militärakademie Turin ein, die er 1837 als Leutnant des Geniewesens verließ. 1840 wurde er nach Novara versetzt, wo er seine Cousine Annetta, geb. Biale, heiratete. Neun ihrer 13 gemeinsamen Kinder erreichten das Erwachsenenalter, drei Söhne wurden später wie der Vater Offizier. Pescetto war aktiver Freimaurer und setzte sich für die Anerkennung der Freimaurerei als eine „moralische Entität“ durch die Regierung ein. 1871 wurde er Großmeister der Loge „Großer Orient von Italien“.
Neben dem Festungs- und Kasernenbau, u. a. in Genua, Cuneo und Vercelli, bildete der Ausbau der Verkehrsinfrastruktur den Hauptinhalt seiner frühen Karriere. Ab 1857 gehörte Pescetto zu dem Planungs- und Bauleitungsstab für den neuen Kriegshafen samt Arsenal in La Spezia. Im Juni 1860 wurde Pescetto zum Geniechef der damals wichtigen Festung Alessandria ernannt und im November des gleichen Jahres zum Oberst befördert. 1862 folgten die Ernennung zum Generalmajor und die Berufung in den Geniestab, 1873 die Beförderung zum Generalleutnant und die Berufung in den gemeinsamen Stab von Artillerie- und Geniewesen. 1866, 1867 bis 1870 und 1873 bis 1881 war Pescetto zugleich Richter am Obersten Militärgericht. 1881 wurde er pensioniert.

## Politische Karriere
Am 25. März 1860 wurde Pescetto für den Wahlkreis Varazze in das Übergangsparlament gewählt, welches noch als Abgeordnetenkammer des Königreiches Sardinien-Piemont gezählt wird, dem jedoch auch schon Vertreter der 1859/60 angeschlossenen Landesteile Lombardei, Toskana, Parma, Modena und Romagna angehörten. Er hielt sich dort anfangs zu den Linksliberalen, rückte im Verlaufe seiner bis 1867 währenden Abgeordnetentätigkeit jedoch mehr in die politische Mitte. Ab 1861 vertrat er den Wahlkreis Savona. Neben regionalpolitischen Anliegen (z. B. die Anbindung Savonas an das entstehende Eisenbahnnetz) galt sein Interesse vor allem der Militär- und Marinepolitik. Nach der Berufung zum Minister legte Pescetto sein Abgeordnetenmandat nieder, wurde jedoch im Mai 1867 erneut gewählt. Sein Rücktritt als Minister war das Ergebnis eines damals als Skandal empfundenen Vorganges: Pescetto war beauftragt worden, den entsprechend einer Forderung Napoleons III. verhafteten Giuseppe Garibaldi von seinem geplanten Zug der Tausend abzubringen, ließ ihn jedoch bedingungslos frei. Bei der turnusmäßigen Neuwahl im November 1870 unterlag Pescetto dem Gegenkandidaten Paolo Boselli.
Am 16. März 1879 wurde Pescetto zum Senator auf Lebenszeit ernannt, ohne dass er im Senat aktiv geworden wäre. 
Für seine Verdienste wurde er mehrfach ausgezeichnet und erhielt unter anderem die Großkomtur vom Ritterorden der hl. Mauritius und Lazarus sowie die Gedenkmedaille zur Einheit Italiens.